# NGC 1356
NGC 1356 é uma galáxia espiral barrada localizada na direcção da constelação de Horologium. Possui uma declinação de -50° 18' 33" e uma ascensão recta de 3 horas, 30 minutos e 40,7 segundos.
A galáxia NGC 1356 foi descoberta em 23 de Dezembro de 1837 por John Herschel.